# Шлехтендаль, Дидерих Франц Леонард фон
Дидерих Франц Леонард фон Шлехтендаль (нем. Diederich Franz Leonhard von Schlechtendal, 27 ноября 1794 — 12 октября 1866) — немецкий ботаник и миколог.

## Биография
Дидерих Франц Леонард фон Шлехтендаль родился в городе Ксантен 27 ноября 1794 года.
С 1819 по 1833 год Дидерих Франц Леонард фон Шлехтендаль был куратором Королевского гербария, положив таким образом основание теперешнему ботаническому музею в Берлине.
В 1826 году он защищал докторскую диссертацию как приват-доцент при Берлинском философском факультете; раньше честь почетного доктора давалась ему Бонном. В 1827 году Дидерих Франц Леонард фон Шлехтендаль был назначен адъюнкт-профессором. С 1833 года он был профессором ботаники в Галле в качестве преемника умершего в 1833 году Курта Шпренгеля. Одновременно с этим он назначался директором Ботанического сада Галле. Обе должности Дидерих Франц Леонард фон Шлехтендаль занимал на протяжении всей своей жизни. Он внёс значительный вклад в ботанику, описав множество видов растений.
В 1826 году Шлехтендаль основал ботанический журнал «Linnaea», а с 1843 года вместе с профессором Молем начал издавать «Botanische Zeitung»; оба эти журнала он вёл до самой кончины, последний из них даже в начале XX века оставался одним из главных ботанических журналов.
Дидерих Франц Леонард фон Шлехтендаль умер в городе Галле 12 октября 1866 года.

## Научная деятельность
Дидерих Франц Леонард фон Шлехтендаль специализировался на папоротниковидных и семенных растениях, а также на микологии.

## Научные работы
- Animadversiones botanicae in Ranunculaceas. — Берлин, 1819—1820.
- Flora berolinensis. — Берлин, 1823—1824.
- Adumbrationes plantarum. — 1825—1832.
- Flora von Deutschland. 24 Bände mit 2400 Tafeln. — Йена, 1840—1873 (zusammen mit Christian Eduard Langethal und Ernst Schenk), 5. Auflage in 30 Bänden von Ernst Hans Hallier 1880—1887.
- Hortus halensis. — Галле, 1841—1853.